# Guatemala világörökségi helyszínei
Guatemala területéről eddig négy helyszín került fel a világörökségi listára, huszonkét helyszín a javaslati listán várakozik a felvételre.
| | Antigua Guatemala |
| 1979 |                   |
| Kulturális (II)(III)(IV) |                   |
| Hivatkozás: 65 |                   |
| Antiguát spanyol hódítók alapították újra 1543-ban a korábban földcsuszamlások miatt elpusztult települések helyett. A település eredeti neve Santiago de Guatemala volt. Az ezerötszáz méteres tengerszint feletti magasságban elterülő város a spanyol gyarmati építészet egyik legszebb példája. A sakktábla alaprajzú település a régió kulturális, gazdasági, vallási és oktatási központjaként működött, fénykorában hetvenezer lakosa lehetett. Építészetére a nagyszabású koloniális barokk stílus jellemző. Antigua két évszázadon keresztül virágzott majd 1773-ban földrengés pusztította el. Ekkor a főváros átköltözött a mai Guatemalaváros területére. Antigua volt a Guatemalai Királyság spanyol gyarmati kormányának a székhelye és itt alapították az első közép-amerikai egyetemet is 1675-ben. A jelenleg látható épületek a 17. és a 18. századból származnak, egy részük a földrengés következtében ma is romokban áll, köztük kolostorok, paloták és lakóházak. Az utcák egy részét helyreállították és újjáépítették a székesegyházat is. |                   |

| | Tikal Nemzeti Park |
| 1979 |                    |
| Vegyes (I)(III)(IV)(IX)(X) |                    |
| Védett terület: 57 600 ha, hivatkozás: 64 |                    |
| A Guatemala északkeleti részén elterülő Tikal Nemzeti Parkban, a gazdag növény- és állatvilágnak otthont adó esőerdőben található a maja civilizáció egyik legfontosabb központja. Legkorábbi épületei az i. sz. 3. századra datálhatók. A város fénykorát a 6. századtól a 10. századig élte, ekkor lakosainak száma kilencvenezer körül lehetett. A romváros központjának tizenöt négyzetkilométeres területén eddig több mint háromezer épületmaradványt tártak fel, közöttük palotákat, egyszerű lakóházakat, vallási célú épületeket és hieroglifákkal díszített sírokat. A település kultikus központjában templomok és paloták emelkednek, a terekhez hosszú lépcsősorok vezetnek. A legfontosabb épületek közé tartozik öt lépcsős piramistemplom, amelyek közül az egyik hatvanöt méter magas, a legmagasabb fennmaradt maja építmény. Az ásatások során az épületek mellett számos használati és kultikus célra használt tárgyat, valamint sírmellékleteket találtak. Ezek, valamint az épületmaradványok segítségével sikerült rekonstruálni azt a folyamatot, amelynek során a település lakosai a vadászó-gyűjtögető életmódról a fejlett mezőgazdaságra tértek át és virágzó civilizációt hoztak létre. Tikalban a 9. század után már nem folytattak jelentős építészeti tevékenységet, később, a 10. század folyamán a település teljesen elnéptelenedett. |                    |

| | Quiriguá maja régészeti parkja és romjai |
| 1981 |                                          |
| Kulturális (I)(II)(IV) |                                          |
| Hivatkozás: 149 |                                          |
| A hondurasi határ közelében elterülő Quiringuá Nemzeti Park területén álló monumentális épületegyüttes piramisok, teraszok és lépcsők összetett rendszeréből áll. Az első lakók nyomai i. sz. 200 körülre datálhatók. A gazdagságát jáde- és obszidiánkereskedelemmel megalapozó város a 7. és a 10. század között élte fénykorát, ekkor a Karib-tenger kikötőivel is szoros kapcsolatban állt. Kezdetben politikailag a jelenleg Honduras területén található Copántól függött, de 738-ban függetlenné vált és jelentős központtá fejlődött. A ma látható legszebb műemlékek a 8. századból valók, köztük sztélék, amelyek feliratai fontos információkat hordoznak a maja történelemmel, benne politikai és katonai eseményekkel, valamint az időszámítással kapcsolatban. Ezek a feliratok olyan magas művészi színvonalak képviselnek, hogy önálló műalkotásoknak is tekinthetők. Jellemző rájuk a magas és mély domborművek ötvözése, és a frontális ábrázolásmód. Elkészítésükhöz nem használtak fémszerszámokat, egyetlen eszközük a kővéső volt. A legnagyobb sztélé az úgynevezett E sztélé a maja kor legnagyobb fejtett kőtömbje, magassága több mint tíz méter, súlya eléri a hatvan tonnát. |                                          |

| | Takalik Abaj |
| 2023 |              |
| Kulturális (II)(III) |              |
| Védett terület: 14,88 ha, hivatkozás: 1668 |              |
| Tak'alik Ab'aj régészeti lelőhelye Guatemala csendes-óceáni partján fekszik. 1,700 éves története az olmék civilizáció és a kora maja kultúra megjelenése közötti időszakot öleli fel. Tak'alik Ab'aj elsődleges szerepet játszott ebben az átmenetben, fekvése révén létfontosságú szerepet töltött be a távolsági kereskedelemben a mai Mexikóban található Tehuantepeci-földszoros és a jelenlegi Salvador között. A kereskedelmi úton lehetővé vált az új vívmányok és szokások széles körű cseréje. A lelőhelyen kozmológiai elvek szerint kialakított szakrális tereket és épületeket hoztak létre, innovatív vízgazdálkodási rendszert építettek ki, fejlett fazekasáruval és kőfaragási technikával rendelkeztek. A romvárost ma a különböző hovatartozású őslakos csoportok még mindig szent helynek tekintik és sokan látogatják rituálék elvégzése céljából is. |              |

## Elhelyezkedésük
| Világörökségi helyszínek                      |
| --------------------------------------------- |
| Tikal Antigua Guatemala Quiriguá Takalik Abaj |

## Javasolt helyszínek
| Név                                                       | Kép | Típus      | Kritérium          | Év   | Hiv. |
| --------------------------------------------------------- | --- | ---------- | ------------------ | ---- | ---- |
| Naranjo Sa’aal régészeti helyszíne                        |     | kulturális | II, IV, VI         | 2022 |      |
| Nemzeti Színház                                           |     | kulturális | I, IV              | 2022 |      |
| San Bartolo falfestményei                                 |     | kulturális | I, III             | 2012 |      |
| A Naj Tunich barlangok körzete                            |     | vegyes     | I, III, V, VI, VII | 2012 |      |
| A guatemalai kulturális háromszög                         |     | vegyes     | -                  | 2002 |      |
| Cuenca Mirador                                            |     | vegyes     | -                  | 2002 |      |
| A maja terület guatemalai központja                       |     | vegyes     | -                  | 2002 |      |
| A guatemalai folyók útvonala                              |     | vegyes     | -                  | 2002 |      |
| Naj Tunich barlang                                        |     | vegyes     | -                  | 2002 |      |
| A maja és olmék kultúra találkozási pontjai               |     | vegyes     | -                  | 2002 |      |
| A ferencesrendi térítés guatemalai helyszínei             |     | kulturális | I, IV, V, VI       | 2002 |      |
| A domonkosrendi térítés guatemalai helyszínei             |     | kulturális | I, IV, V, VI       | 2002 |      |
| A béke és nemzeti identitás guatemalai helyszínei         |     | kulturális | IV, VI             | 2002 |      |
| San Felipe de Lara-kastély                                |     | kulturális | IV                 | 2002 |      |
| Agráripari útvonal és viktoriánus építészet Guatemalában  |     | kulturális | IV                 | 2002 |      |
| Chichicastenango városa                                   |     | kulturális | V, VI              | 2002 |      |
| Verapaz zöld útvonala                                     |     | természeti | VII                | 2002 |      |
| Sierra De Las Minas bioszféra rezervátum                  |     | természeti | VII, VIII, IX, X   | 2002 |      |
| Sierra del Lacandón Nemzeti Park                          |     | vegyes     | -                  | 2002 |      |
| A Manglares útvonal Guatemala csendes-óceáni partvidékén  |     | természeti | VII                | 2002 |      |
| Atitlán-tó természetvédelmi terület                       |     | természeti | VII, VIII, IX      | 2002 |      |
| Visis Cabá Nemzeti Park és Ixil háromszög népi építészete |     | vegyes     | -                  | 2002 |      |